# هلن فرانکن‌تالر
هلن فرانکن تالر (انگلیسی: Helen Frankenthaler; ۱۲ دسامبر ۱۹۲۸ – ۲۷ دسامبر ۲۰۱۱) نقاش اهل ایالات متحده آمریکا بود.
وی همچنین برندهٔ جوایزی همچون نشان ملی هنر شده‌است.